# 최순호 (가수)
최순호(1985년 6월 13일 ~ )는 대한민국의 가수다. 2017년 싱글 [남강의 추억/후회는 없다]로 데뷔했다.

## 방송
- K트롯 서바이벌 골든마이크 (2019) - Top33
- 트롯신이 떴다 2 (2020) - Top26
- 불타는 트롯맨 (2022) - Top100

## 음반
- 남강의 추억/후회는 없다 (2017)

## 수상
- 제 2회 이호섭 가요제 대상 (2016)